# ماستریختین
| سامانه  | ردیف    | اشکوب      | سن (میلیون سال) |
| ------- | ------- | ---------- | --------------- |
| پالئوژن | پالئوسن | دانین      | → پس از آن      |
| کرتاسه  | پسین    | ماستریختین | ۶۶–۷۲,۱         |
| کرتاسه  | پسین    | کامپانین   | ۷۲,۱–۸۳,۶       |
| کرتاسه  | پسین    | سانتونین   | ۸۳,۶–۸۶,۳       |
| کرتاسه  | پسین    | کنیاسین    | ۸۶,۳–۸۹,۸       |
| کرتاسه  | پسین    | تورونین    | ۸۹,۸–۹۳,۹       |
| کرتاسه  | پسین    | سنومانین   | ۹۳,۹–۱۰۰,۵      |
| کرتاسه  | پیشین   | آلبین      | ۱۰۰,۵–~۱۱۳      |
| کرتاسه  | پیشین   | آپتین      | ~۱۱۳–~۱۲۵       |
| کرتاسه  | پیشین   | بارمین     | ~۱۲۵–~۱۲۹,۴     |
| کرتاسه  | پیشین   | هاتریوین   | ~۱۲۹,۴–~۱۳۲,۹   |
| کرتاسه  | پیشین   | والانجینین | ~۱۳۲,۹–~۱۳۹,۸   |
| کرتاسه  | پیشین   | بریاسین    | ~۱۳۹,۸–~۱۴۵     |
| ژوراسیک | پسین    | تیتونین    | → پیش از آن     |

ماستریختین (انگلیسی: Maastrichtian) در مقیاس زمانی زمین‌شناسی، بالاترین اشکوب یا آخرین عصر از دور یا ردیف کرتاسه پسین، دوره یا سامانه کرتاسه و دوران یا چینه‌دوران میانه‌زیستی به‌شمار می‌رود که پس از آن دوران نوزیستی آغاز می‌شود. ماستریختین در ستون چینه‌شناسی پس از اشکوب کامپانین و پیش از دانین (در دوره پالئوژن) جای می‌گیرد. عصر ماستریختین از حدود ۷۲٫۱ میلیون سال پیش آغاز شده و تا حدود ۶۶ میلیون سال پیش ادامه یافت.
در پایان ماستریختین یک رویداد انقراض بزرگ روی داد که به نام رویداد انقراض کرتاسه-پالئوژن (رویداد انقراض کرتاسه-ترشیاری) شناخته می‌شود. به دلیل این رویداد انقراض، بسیاری از گروه‌های شناخته شده جانوران مانند دایناسورهای غیر پرنده، پلسیوسورها و موساسوریان‌ها و بسیاری از گونه‌های کمتر شناخته‌شده از میان رفتند.

## نام‌گذاری
نام اشکوب ماستریختین از نام شهر ماستریخت هلند گرفته شده‌است. این نام در سال ۱۸۴۹ توسط زمین‌شناس بلژیکی آندره هوبرت دوموند به ادبیات علمی دنیا معرفی شد. وی چینه گروه گچی را در نزدیکی این شهر مطالعه و بررسی نمود که امروزه به نام سازند ماستریخت شناخته می‌شود. این سازند نیز همانند اشکوب ماستریختین نام خود را از شهر ماستریخت گرفته‌است. سازند ماستریخت به دلیل به دلیل داتشن سنگواره‌های مربوط به این عصر به‌ویژه سنگواره خزنده دریایی موساسور معروف است.